# Миколка-паровоз (фільм)
«Миколка-паровоз» (рос. «Миколка-паровоз») — білоруський радянський дитячий художній фільм за мотивами однойменної повісті Михайла Линькова, знятий на кіностудії Білорусьфільм в 1956 році. Режисер — Лев Голуб.

## Сюжет
1916 рік. Білоруський хлопець Миколка на прізвисько Паровоз мешкає на залізниці у вагоні-теплушці в родині паровозного машиніста — разом з батьками і дідом. Разом з дідом він стає учасником багатьох веселих пригод...
Батько Миколки допомагає підпільникам і потрапляє до в'язниці. Миколка вирішує поскаржитися цареві на начальника станції, який творить несправедливість. Однак замість вислухати, хлопця б'ють жандарми просто під портретом царя так, що на тілі лишаються відбитки двоголових царських орлів. Після побиття Миколка вирішує помститися...

## У ролях
- Володя Гуськов — Миколка-паровоз
- Георгій Гумілевський — дід Остап
- Олеся Іванова — мати Миколки
- Микола Бармін — батько Миколки
- Петро Глєбов —  міський голова

## Цікавий факт
У кадрах фільму назавжди зберігся старий вокзал станції Гродно.